# Auditorio Nacional (Mexico)
L'Auditorio nacional est un centre de divertissement situé sur le Paseo de la Reforma, à Chapultepec, à Mexico. Il a été conçu en 1952 par les architectes mexicains Fernando Parra Hernández, Fernando Beltrán Puga, Fernando Peña Castellanos et Óscar de Buen, et remodelé à la fin des années 1980 par Abraham Zabludovsky (es) et Teodoro González de León. On y trouve des concerts, de l'art, du théâtre, de la danse et bien d'autres choses encore.
Il dispose également d'un petit local, l'Auditorio Lunario, qui est disponible pour les petits événements. La capacité totale est de 10 000 places assises.

## Histoire

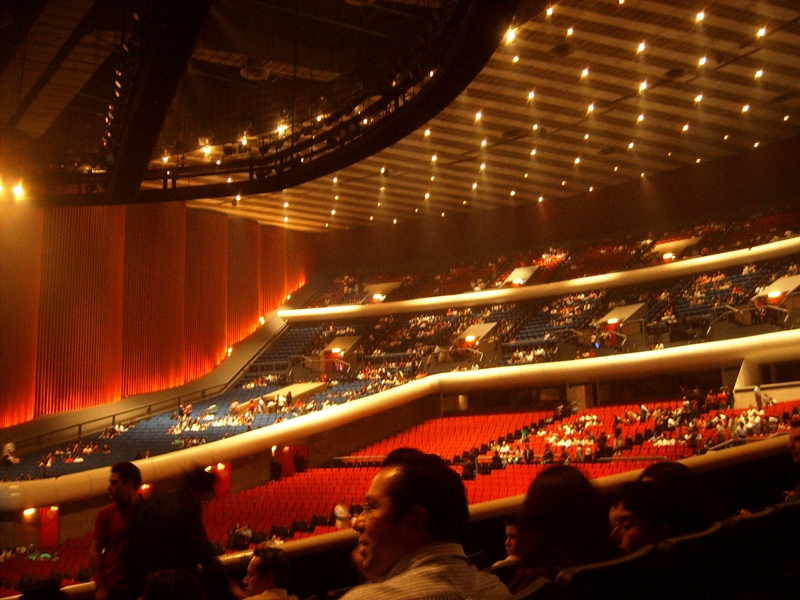
Vue de l'intérieur de la salle

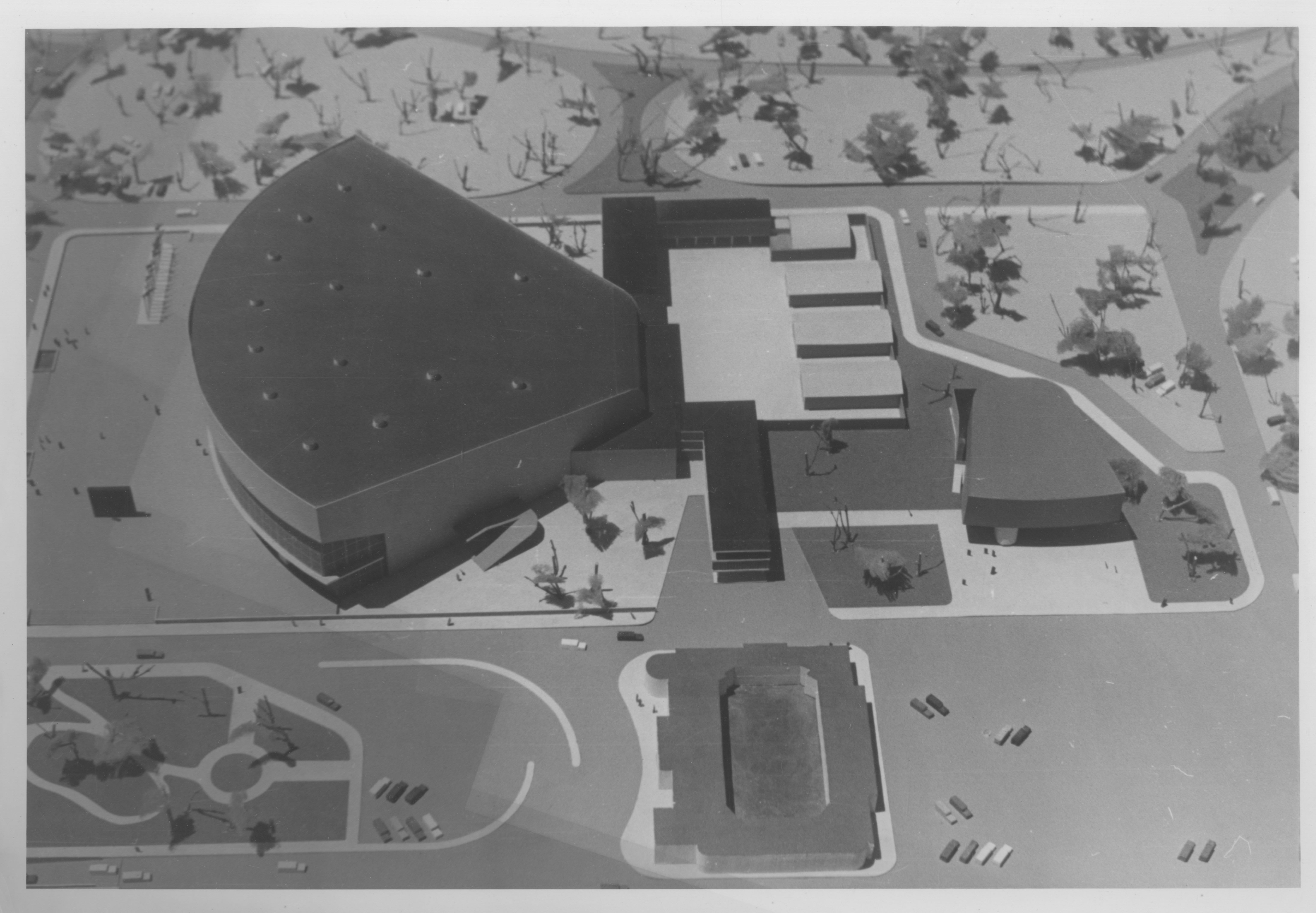
Maquette de l'auditorium d'origine.

L'origine de l'Auditorio nacional est plus lié à l'équitation qu'à la culture. En 1948, Humberto Mariles Cortés, avec son cheval « Arete », a remporté la médaille d'or aux Jeux olympiques de Londres. Le président de l'époque, Miguel Alemán, a fait don des terres entourant Campo Marte (es) pour promouvoir les activités équestres dans un espace couvert. Le projet comprenait des écuries, des chambres pour les cavaliers, une grange et un théâtre principal. Les architectes responsables étaient Fernando Parra Hernández, Fernando Beltrán Puga, Fernando Peña Castellanos et Óscar de Buen. La structure de fer rivetée qui a été construite a été érigée avec la même technique que celle utilisée dans la Tour Eiffel.
L'enceinte a été inaugurée le 25 juin 1952 pour la convention mondiale du Lions Club. En décembre de la même année, lorsque le gouvernement a changé, le président Adolfo Ruiz Cortínez a annoncé que sa politique serait une politique d'austérité et les travaux de l'Auditorium ont alors été suspendus.
En 1953, l'Unidad Artística y Cultural del Bosque est créée et la grange des écuries est transformée en théâtre circulaire, devenant le théâtre El Granero. Les travaux de construction ont été achevés en 1955. Puis l'enceinte initialement appelée Auditorio municipal a changé de nom pour devenir l'Auditorio national,.
À la fin des années 1980, l'INBAL, le Conseil national pour la culture et les arts (Conaculta) de l'époque et le département du Distrito Federal ont établi un accord de coopération pour le remodeler. Les architectes Teodoro González de León et Abraham Zabludovsky (es) étaient chargés du projet. 
L'Auditorio nacional a été réinauguré le 6 septembre 1991 avec la cantate Carmina Burana de Carl Orff ; tandis que six jours plus tard, le deuxième artiste à monter sur scène était Luis Miguel.

## Événements
L'Auditorio nacional a été utilisé pour les matchs de volley-ball et de basket-ball des Jeux d'Amérique centrale et des Caraïbes de 1954 et a vu des représentations du San Francisco Ballet et du New York Philharmonic en 1958. Il a accueilli les épreuves de gymnastique des Jeux olympiques d'été de 1968,. Il a accueilli les concours Miss Univers de 1993 et 2007,.
L'Auditorio Nacional abrite le plus grand orgue à tuyaux d'Amérique latine.
En 2016, elle a accueilli la première du film , Batman v Superman : Dawn of Justice.